# زمین‌لرزه ژانویه ۱۹۷۸ ژاپن
زمین‌لرزه ژاپن  در تاریخ ۱۴ ژانویه ۱۹۷۸ میلادی، برابر با ‎۲۴ دی ۱۳۵۶، ساعت ۳:۲۴:۳۹ به زمان یوتی‌سی در ژاپن رخ داد. ژرفای این زلزله ۱۲٫۵ کیلومتر بود، و بزرگی آن ۶٫۶ در مقیاس Mw اعلام شده‌است. زمین‌لرزه به وقت محلی در روز شنبه، ساعت ۱۲ روی داده و منطقه زمانی آن یوتی‌سی +۹ بوده‌است .
سازمان زمین‌شناسی آمریکا نیز رومرکز این زمین‌لرزه را در مختصات ۳۴°۴۸′۳۲″شمالی ۱۳۹°۱۵′۳۲″شرقی / ۳۴٫۸۰۹°شمالی ۱۳۹٫۲۵۹°شرقی و ژرفای آن را در ۱۴ کیلومتر گزارش کرده‌است. بزرگی برگزیدهٔ این سازمان از میان بزرگیهای محاسبه‌شدهٔ مختلف ۶٫۷ در مقیاس ریشتر بوده و از دید اثر، در میان چهار دسته‌بندی «نامحسوس»، «محسوس»، «زیان‌آور» یا «با تلفات»، زلزله را «با تلفات» اعلام کرده‌است.سونامی نیز در این زلزله گزارش شده‌است.
پروژهٔ «تنسور گشتاور مرکزوار» زاویه‌های (راستا، شیب، ریک) گسل سازندهٔ زمین‌لرزه و صفحه عمود بر آن را (°۲۸۰، °۱۸، °۱۵۴) یا (°۳۵، °۸۲، °۷۳) و نوع گسل را «معکوس» فرارسانده‌است.
شمار کشتگان زلزله حدود ۲۱ نفر بوده‌است.تعداد زخمیان ۲۱۱ نفر برآورده شده‌است.